# Кринички (Лебединський район)
Крини́чки — колишнє село в Україні, Сумській області, Лебединському районі.
Було підпорядковане Михайлівській сільській раді. Станом на 1988 рік у селі проживало 10 людей.

## Історія
Кринички знаходилися за 2 км від лівого берега річки Грунь. На відстані 1 км знаходиться Андріївське, за 2 км — села Степове та Грунь.
Зняте з обліку рішенням Сумської обласної ради 28 квітня 2007 року.